# Chazz Palminteri
Calogero Lorenzo "Chazz" Palminteri (Nova Iorque, 15 de maio de 1951) é um ator e escritor americano, mais conhecido por seu trabalho em The Usual Suspects, A Bronx Tale, Mulholland Falls e por sua indicação ao Oscar de melhor ator coadjuvante por Bullets Over Broadway, indicação esta vencida por Martin Landau em Ed Wood.

## Biografia
Palminteri, um ítalo-americano, nasceu no Bronx, distrito da cidade de Nova Iorque, filho de Rose, uma dona de casa e de Lorenzo Palminteri, um motorista de ônibus. O Bronx teve considerável influência em seu trabalho, particularmente em A Bronx Tale, originalmente uma peça teatral que ele escreveu e adaptou para o cinema em 1993, num filme cujos protagonistas eram ele e Robert De Niro. O filme foi aclamado e abriu portas a Palminteri, que passou a atuar no papel de coadjuvante em vários filmes de Hollywood, tais como The Usual Suspects e Bullets Over Broadway, de Woody Allen. Palminteri foi indicado ao Oscar de melhor ator coadjuvante pelo último, mas perdeu para Martin Landau, que atuou em Ed Wood.
Ele estreou como diretor com o telefilme de 2002, "Women vs. Men". Também dirigiu o filme "Noel", de 2004, que tinha Alan Arkin e Susan Sarandon como protagonistas. Dentre os trabalhos mais recentes de Palminteri estão A Guide to Recognizing Your Saints, Running Scared e Arthur and the Minimoys.
Ele também atuou como um personagem do modo Zombies do jogo Call of Duty: Black Ops II no mapa Mob of the Dead, como o mafioso Salvatore "Sal" DeLuca.

## Vida pessoal
Palminteri vive em Bedford, Nova Iorque e é casado com a atriz Gianna Ranaudo, com quem tem dois filhos: Dante Lorenzo (nascido em 11 de outubro de 1995) e Gabriella Rose (nascida em 25 de dezembro de 2001). Palminteri torce para o New York Yankees e frequentemente participa dos programas da rádio WFAN-AM, especializada em cobertura esportiva, com a alcunha de "Chazz de Bedford".

## Filmografia
- Home Free All (1984), Truck Highjacker
- The Last Dragon (1985), Hood #2
- Hill Street Blues (1986), Sonny Cappelito - televisão
- Glory Years (1987), Drummond -television
- Matlock (1987), Army Officer - televisão
- Dallas (1989), Frank - televisão
- Valerie (filme) (1989), Leslie - televisão
- Peter Gunn (1989), Soldier - televisão
- Wiseguy (1989), Peter Alatorre - televisão
- Oscar (1991), Connie
- Innocent Blood (filme) (1992), Tony
- There Goes the Neighborhood (1992), Lyle Corrente
- A Bronx Tale (1993), Sonny LoSpecchio - também roteirista
- Bullets Over Broadway (1994), Cheech
- The Usual Suspects (1995), Dave Kujan, US Customs
- The Perez Family (1995), Lt. John Pirelli
- The Last Word (1995), Ricky
- Jade (1995), Matt Gavin
- Diabolique (1996), Guy Baran
- Faithful (1996), Tony - também escritor
- Dante and the Debutante (1996) - escritor e produtor
- Mulholland Falls (1996), Elleroy Coolidge
- Scar City (1998), Lieutenant Laine Devon
- Hurlyburly (1998), Phil
- A Night at the Roxbury (1998), Benny Zadir - não creditado
- Analyze This (1999), Primo Sidone
- Excellent Cadavers (1999), Giovanni Falcone
- Oz (1999) - HBO direção de um episódio, "Unnatural Disasters"
- Dilbert (1999), Leonardo da Vinci - TV Episode (voz)
- Stuart Little (1999), Smokey, the Chief Alley-Cat - voz
- Down to Earth (2001), King
- Lady and the Tramp II: Scamp's Adventure (2001), Buster -Video (voz)
- Boss of Bosses (2001), Paul Castellano -televisão
- One Eyed King (2001), Eddie Dugan
- Poolhall Junkies (2002), Joe
- One Last Ride (2003), Tweat
- Just Like Mona (2003)
- Noel (2004), Arizona - também dirigiu
- Hoodwinked! (2005), Woolworth - voz
- Kojak (2005), Captain Frank McNeil - televisão
- Animal (2005), Kassada - vídeo
- In the Mix (2005), Frank
- Running Scared (2006), Detetive Rydell
- Push (2006), Vince
- A Guide to Recognizing Your Saints (2006), Monty
- Little Man (2006), Mafia Kingpin Mr. Walken
- Arthur and the Minimoys (2006), The Travel Agent - voz
- Body Armour (2007), Maxwell
- The Dukes (2007), George - também coproduziu
- Yonkers Joe (2008), Yonkers Joe
- Jolene (2008), Sal
- Once More with Feeling (2009), Frank Gregorio
- Hollywood & Wine (2009), Geno Scarpaci
- Legend (2015), Angelo Bruno